# Institut français de Valence
 (mai 2025).
Il peut être nécessaire de l'améliorer pour respecter le principe de neutralité de point de vue. 

L'Institut français de Valence (IFV) est un institut français établi à Valence en Espagne, initialement en 1888 sous la forme d'une école. L'institut français de Valence relève du ministère des Affaires étrangères et de l'ambassade de France en Espagne. Il fait partie du réseau des établissements culturels français à l'étranger.

## Historique
Il est créé en 1888. Depuis 2001, il est situé dans un nouvel immeuble du centre historique de la cité de Valence, inauguré par l'ambassadeur de France en Espagne. 
En 2011, la Faculté des Beaux-Arts de l'Université Polytechnique de Valencia (UPV) remet à l'Institut la médaille de San Carlos, en reconnaissance pour le vaste travail qu'il a réalisé dans le domaine de la diffusion culturelle et artistique au sein de la société valencienne.
En 2014, une fresque murale est peinte dans le patio de l’Institut par l’auteur de bande dessinée Paco Roca en hommage au militaire valencien Amado Granell, qui a été à la tête de la compagnie espagnole de La Nueve, et de ce fait, a été le premier officier allié à entrer dans l'hôtel de ville de Paris lors de la Libération de cette ville en 1944,,.
Sa fermeture est envisagée par le gouvernement français fin juin 2021, ne laissant subsister qu'une petite antenne de 3 personnes dont les missions se focaliseraient sur la coopération éducative, culturelle et universitaire, et abandonnant les cours de langue française, les activités culturelles, les séances de cinéma, les concerts et les conférences dans l’auditorium, ou la médiathèque. Mais ce projet provoque un émoi, et le sujet est débattu jusqu'au Parlement espagnol. Le mois suivant, le maire de Valence Joan Ribó signe une tribune dans Le Monde déplorant la décision des autorités françaises, estimant qu'elle « entraîne l'affaiblissement de la francophonie » et appelant le président de la République Emmanuel Macron à reconsidérer sa position.
L'Institut comptait jusque là 28 salariés. Si l'ambassade évoque une simple « réorganisation », il s'agirait pourtant d'une restructuration bien plus profonde. Le Figaro explique : « Ils [les employés et les usagers] craignent qu'à terme, deux ou trois employés rescapés se limitent à organiser quelques tables rondes et des examens de français. Finies les expositions dans les murs, terminés les cours de français — partout ailleurs lucratifs —, adieu la médiathèque ». L'Institut français de Séville avait suivi un parcours similaire, « passé en 2006 d'un institut complet à un institut vidé de toute substance » raconte un employé. Celui de Valence, troisième ville d'Espagne, accuse par ailleurs un déficit de seulement 5000 euros en 2019. En revanche, une éventuelle vente de l'immeuble où il est installé, propriété de l'État français, pourrait rapporter beaucoup, tandis que l'Institut déménagerait dans des locaux plus petits. Une pétition a rassemblé plus de 11 000 signatures.

## Mission
Cette section est promotionnelle ou publicitaire (mai 2025). Considérez son contenu avec précaution et/ou discutez-en.
Les missions de l'Institut français de Valence sont :
- Enseignement du français. Cet enseignement est destiné à toutes les personnes désirant apprendre le français langue étrangère (tous niveaux confondus), il est possible d'acquérir des certifications (tests) et diplômes officiels qui prouvent le niveau de connaissance du français (DELF, DALF, TCF)[8].
- Une mission de diffusion et d'échanges culturels. L'institut propose tout au long de l'année des expositions, des séances de cinéma, des débats littéraires, philosophiques, économiques et scientifiques, des rencontres avec les artistes, des concerts, du théâtre et de la danse afin de faire connaître la culture de la France contemporaine, au travers de ses artistes emblématiques[9]
- Une mission d'information et de documentation, grâce à une médiathèque (9 300 livres en libre accès, des revues, 1300 DVD, 1250 CD et des postes DVD et Internet) et un « centre de ressources sur la France contemporaine »[10].